# Jedediah Purdy
Jedediah S. Purdy (né en 1974 à Chloe en Virginie-Occidentale) enseigne à l'université Duke et est l'auteur de deux livres polémiques : For Common Things: Irony, Trust, and Commitment in America Today (1999) et Being America: Liberty, Commerce and Violence in an American World (2003).  Récemment il a également publié A Tolerable Anarchy: Rebels, Reactionaries, and the Making of American Freedom (2009).
Éduqué par instruction à domicile en Virginie-Occidentale jusqu'au lycée, il est diplômé de la Phillips Exeter Academy, de Harvard College (élève boursier aidé par la Harry S. Truman Scholarship) en 1997, et de Yale Law School en 2001. Après cette école de droit, il a travaillé auprès de Pierre Nelson Leval, juge auprès de la cour d'appel des États-Unis pour le deuxième circuit, à New York. Il fait partie du comité de rédaction du journal international Ethics & International Affairs.